# Voo Pakistan International Airlines 661
O voo Pakistan International Airlines 661 foi uma rota comercial doméstica, operada pela Pakistan International Airlines, partindo de Chitral para Islamabad. Em 7 de dezembro de 2016, a aeronave caiu na cidade de Havelian, distante 43 milhas (69 quilômetros) de Islamabad. Fontes oficiais afirmam que havia 42 passageiros e seis tripulantes a bordo da aeronave.

## Aeronave
A aeronave envolvida no acidente foi um ATR 42-500, matrícula AP-BHO, número de série 663. Foi entregue à Pakistan International Airlines em 2007 e teve seu primeiro voo no mesmo ano. Em 2009, esta mesma aeronave esteve envolvida em um incidente durante uma tentativa de pouso em Lahore, ficando danificada. A aeronave foi posteriormente reparada e devolvida ao serviço.
O segundo incidente ocorreu no dia 15 de setembro de 2014, no voo PK-452. Logo após decolar do Aeroporto de Skardu, o motor esquerdo sofreu uma falha no compressor, entrando em chamas. A tripulação decidiu então desligar o motor esquerdo e retornar para Skardu, para pousar em segurança.Porém a aeronave caiu nas montanhas Havelian, matando todos os 48 passageirs e tripulação. 

## Acidente
O voo 661 decolou do Aeroporto de Chitral às 15:30 hora local, com pouso previsto no Aeroporto Internacional Benazir Bhutto em torno das 16:40. Pouco antes do acidente, a tripulação emitiu uma chamada de mayday. A aeronave caiu 30 minutos após a decolagem, deixando restos de fogo ao lado de uma colina. Testemunhas oculares relataram que a aeronave estava em chamas antes de atingir o solo. Equipes de resgate foram enviadas à área para operações de busca e salvamento. Um funcionário do governo não identificado declarou: "Todos os corpos estão queimados e irreconhecíveis, os detritos estão espalhados." Em uma declaração, o primeiro-ministro Nawaz Sharif e o ministro do interior Nisar Ali Khan, ordenaram às diferentes autoridades para prestarem todo seu apoio aos trabalhos de resgate.

## Tripulação e passageiros
Havia na aeronave um total de 42 passageiros e 5 tripulantes. Quarenta e cinco eram paquistaneses, dois eram austríacos e um era chinês. Entre os passageiros estava o cantor paquistanês Junaid Jamshed, que viajava com sua esposa, Nahya Junaid.
| Nacionalidade | N° |
| ------------- | -- |
| Paquistão     | 45 |
| Áustria       | 2  |
| China         | 1  |
| Total         | 48 |

## Investigação
A Pakistan Civil Aviation Authority, o órgão responsável por investigar acidentes aéreos civis no Paquistão, abriu uma investigação sobre o acidente. Um porta-voz da aviação paquistanesa informou que "de acordo com funcionários da aviação" a causa do acidente "pode ter sido devido a uma falha no motor." Após as investigações foi descoberto que o ATR 42 não estava tendo uma manutenção correta nos motores, levando a fadiga no metal, e ao longo dos anos, a peça se soltava até que no dia do acidente, O compressor do motor falhou com força destruindo o motor levando a queda da aeronave.